# The Honeydrippers
The Honeydrippers — англійський рок-гурт, створений вокалістом Led Zeppelin Робертом Плантом у 1981 році. Музичною основою є ритм-енд-блюз. Заснований у Вустерширі, гурт записав свій перший міні-альбом у США. Плант запросив до складу Джиммі Пейджа (гітариста, засновника Led Zeppelin), Джеффа Бека (учасника The Yardbirds, так само як і Пейдж) та інших друзів і відомих студійних музикантів. Вони провели концерт у Кільському університеті в 1981 році, а 12 листопада 1984 записали свій єдиний альбом The Honeydrippers: Volume One.
У 1985 році пісня «Sea of Love» (рімейк хіта Філа Філіпса 1959 року) зайняла 3 місце у хіт-параді Billboard Hot 100. У тому ж чарті пісня «Rockin' at Midnight» (переписана «Good Rockin' Tonight» Роя Брауна) посіла 30-ту сходинку. Успіх міні-альбому дозволив Планту заявити, що гурт запише повний альбом, але цього так і не сталося. 15 грудня 1985 року гурт виступав на передачі Saturday Night Live, виконавши «Rockin' at Midnight» та «Santa Claus is Back in Town». Як гостей запросили гітариста Брайана Сетцера та клавішника Пола Шаффера.
23 грудня 2006 року Плант провів благодійний концерт у ратуші Кіддермінстера під назвою «The Return of the Honeydrippers». Виконавець збирав гроші для свого сусіда Джекі Дженнінґса, який проходив курс лікування пухлини мозку.

## Учасники
Оригінальний склад (1981)
- Роберт Плант — вокал
- Енді Сільвестр — гітара
- Кевін О'Ніл — барабани
- Рікі Кул — губна гармоніка
- Джим Гікмен — бас-гітара
- Кіт Еванс — саксофон
- Вейн Террі — бас-гітара
- Роббі Блант — гітара

Склад The Honeydrippers: Volume One (1984)
- Джиммі Пейдж — гітара
- Джефф Бек — гітара
- Пол Шаффер — клавішні
- Ніл Роджерс — гітара, сопродюсер
- Вейн Педзівятр — бас-гітара
- Дейв Векл — барабани
- Брайан Сетцер — гітара (гість)
- Кіт «Бев» Сміт — барабани[3]

## Дискографія
- The Honeydrippers: Volume One (1984), США #4 Велика Британія #56[4]